# مؤتمر بغداد للتعاون والشراكة 2022
مؤتمر بغداد للتعاون والشراكة 2022 هو مؤتمر عقد في يوم الثلاثاء 20 ديسمبر 2022 في منطقة البحر الميت بالمملكة الأردنية الهاشمية برئاسة الملك عبدالله الثاني بن الحسين ملك المملكة الأردنية الهاشمية.  

## المشاركون
المملكة الأردنية الهاشمية - الملك عبدالله الثاني بن الحسين ملك المملكة الأردنية الهاشمية (رئيس القمة)
 جمهورية مصر العربية - الرئيس عبدالفتاح السيسي رئيس جمهورية مصر العربية
 جمهورية فرنسا - الرئيس إيمانويل ماكرون رئيس جمهورية فرنسا
 دولة الإمارات العربية المتحدة - الشيخ سعود بن صقر القاسمي حاكم إمارة رأس الخيمة
 جمهورية العراق - محمد شياع السوداني رئيس مجلس الوزراء
 دولة الكويت - الشيخ أحمد نواف الأحمد الصباح رئيس مجلس الوزراء
 دولة قطر - الشيخ محمد بن عبدالرحمن آل ثاني نائب رئيس مجلس الوزراء وزير الخارجية
 المملكة العربية السعودية - الأمير فيصل بن فرحان آل سعود وزير الخارجية
مملكة البحرين - الدكتور عبداللطيف بن راشد الزياني وزير الخارجية
 سلطنة عمان - بدر بن حمد البوسعيدي وزير الخارجية
 الجمهورية الاسلامية الإيرانية - حسين أمير عبداللهيان وزير الخارجية
 جامعة الدول العربية - أحمد أبو الغيط الأمين العام
 مجلس التعاون الخليجي - الدكتور نايف فلاح الحجرف الأمين العام
 جمهورية تركيا - أسماعيل أرماز سفير جمهورية تركيا لدى المملكة الأردنية الهاشمية